# Cliffortia serpyllifolia
Cliffortia serpyllifolia är en rosväxtart som beskrevs av Adelbert von Chamisso och Schltdl.. Cliffortia serpyllifolia ingår i släktet Cliffortia och familjen rosväxter. Inga underarter finns listade i Catalogue of Life.